# Miguel Ángel Angulo
Miguel Ángel Angulo, född 23 juni 1977 i Oveida, Asturien, är en spansk före detta fotbollsspelare. Hans vanligaste position är attackerande mittfältare. Angulo är 182 cm lång. Han har 11 landskamper på listan för Spanien.
Angulo spelade i UEFA-cupfinalen 2004 och hjälpte Valencia att besegra Olympique de Marseille på Ullevi i Göteborg. 

## Meriter

### Valencia
- Copa del Rey: 1999
- Supercopa de España: 1999
- La Liga: 2002, 2004
- UEFA-cupen: 2004
- UEFA Super Cup: 2004